# Rohrreinigungsspirale

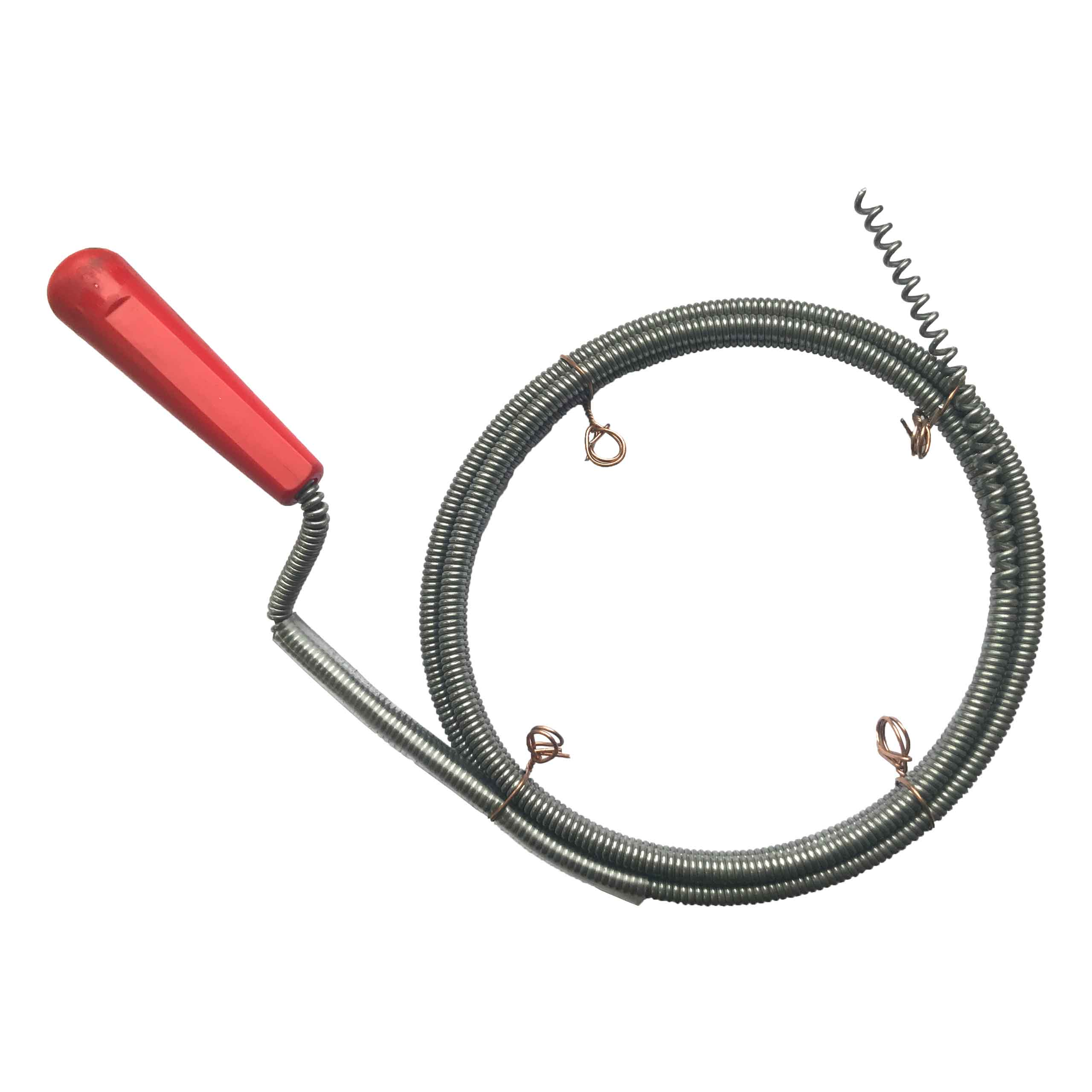
Einfache Rohrreinigungsspirale mit gezogener Spitze

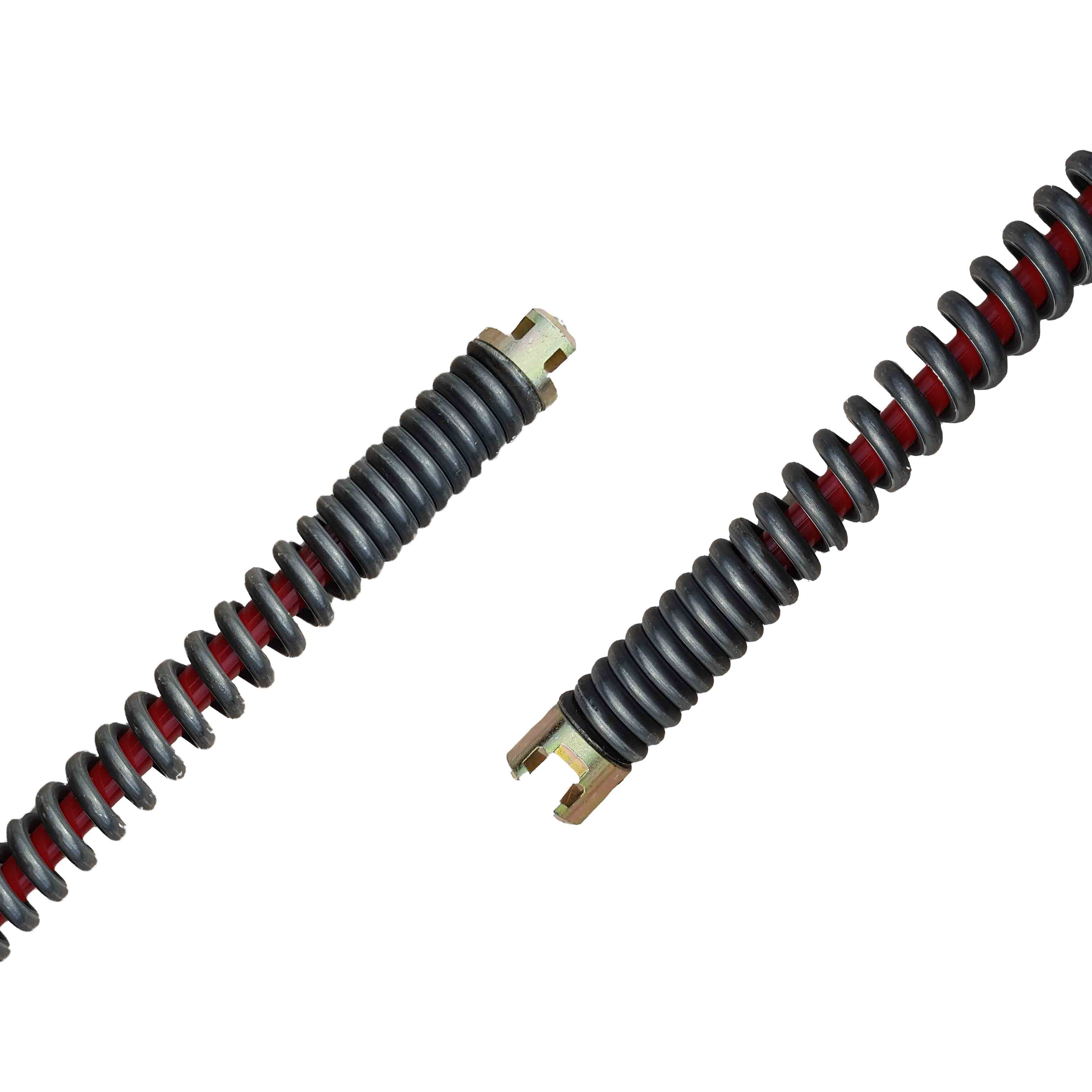
Professionelle Rohrreinigungsspirale mit T-Nut Kupplung

Die Rohrreinigungsspirale oder auch Abflussspirale ist ein Werkzeug zum Reinigen von Abflussrohren (der Rohrreinigung), ohne diese abschrauben zu müssen. Der Begriff ist irreführend, da es sich technisch nicht um eine Spirale, sondern um eine wendelförmige biegsame Welle handelt. Daher ist auch der Begriff Rohrreinigungswelle im Sprachgebrauch üblich.

## Anforderung
Theoretisch könnten mit dem Werkzeug auch Trinkwasserrohre gereinigt werden; jedoch stellt sich bei diesen das Verschmutzungsproblem in der Praxis nicht (die dazu führenden Verunreinigungen wären bei Trinkwasser nicht akzeptabel); ähnlich bei Rohrleitungen in der Verfahrenstechnik. Trinkwasserleitungen werden daher vorrangig durch Spülen mit Hochdruck gereinigt.
Abwasser dagegen ist mit Fett, Fäkalien und auch mit Abfall aus Spülbecken oder Toiletten belastet; auch Urin führt durch Urinstein zu Ablagerungen, die den Durchfluss behindern können. Solche Hindernisse bilden sich typischerweise in Rohrbögen. Dort sind sie ohne Spezialwerkzeug nicht erreichbar, zumal wenn die Rohre in einer Mauer liegen.

## Eigenschaften
Die Spirale ist entweder am Ende offen gewickelt und somit ein eigenständiges Werkzeug, oder sie bringt das eigentliche Werkzeug (Bohrer, Fräse oder ähnliches), das an der Spitze der Spirale angebracht wird, an den Einsatzort. Für die Verwendung mit getrennten Werkzeugen verfügen Rohrreinigungsspiralen über unterschiedliche Kupplungssysteme. Von der Spirale trennbare Werkzeuge zur Rohrreinigung, auch Spiralwerkzeuge genannt, haben den Vorteil, dass je nach vorliegender Rohrverstopfung ein geeignetes Werkzeug verwendet werden kann.
Durch die Bauart der Spirale kann sie zwar Druck und Drehung übertragen, jedoch keinerlei Querkräfte. Die Spirale folgt dem Rohrverlauf bis zum Hindernis im Rohr.

## Größe
Spiralen gibt es in verschiedenen Dimensionen: Spiralen für den Heimwerker haben oft 6 mm oder 9 mm Durchmesser, für größere Rohre wie Regenrinnen auch 10 mm, 12 mm oder 15 mm. Professionelle Rohrreinigungsspiralen verfügen meist über Durchmesser von 16 mm, 22 mm oder 32 mm. Daneben gibt es kleinere Profi-Spiralen mit 6,4 mm, 8 mm oder 10 mm, die je nach Rohrdimension und Bogengängigkeit eingesetzt werden. Die Spiralen sind 2 bis 10 m lang und können über Kupplungen nahezu beliebig verlängert werden. Für sogenannten Trommelmaschinen, also Rohrreinigungsmaschinen mit Magazinen, sind auch längere Spiralen üblich.

## Bedienung und Werkzeuge
Einfache Spiralen bis 10 m werden manuell (mit einem Knauf oder einer Handkurbel) bedient. Professionelle Ausführungen sind für elektrische Antriebe ausgelegt. Dieser erfolgt über Rohrreinigungsmaschinen, teilweise aber auch durch Anschluss einer Bohrmaschine. Bei diesen Profi-Spiralen können die Spiral-Werkzeuge gewechselt werden: Bohrer für festsitzende, harte Verstopfungen, Fräsen für Wurzeleinwuchs sowie Kettenschleudern für Verkrustungen an den Rohrwandungen. Daneben existiert eine Vielzahl weiterer Spezialwerkzeuge.
Die Arbeit wird – zumindest beim Bohren – durch eine Kombination von Drehung, Druck und Schlagen erreicht. Der Druck wird dabei fast immer manuell ausgeführt, da so über die (mechanische) Rückmeldung der Spirale auf die Art der Verstopfung und den Grad der Beseitigung geschlossen werden kann. Geräte mit automatischem Vorschub der Spirale sind die Ausnahme.
Je nach Verstopfung kann es notwendig werden, eine Rohrinspektionskamera (Kanalkamera) zu verwenden. Reinigungsspiralen müssen allerdings auch mit einer gewissen Vorsicht eingesetzt werden, damit die Rohrleitung nicht beschädigt wird. Dies könnte z. B. bei stark korrodierten Gussrohren oder generell bruchempfindlichem Material (z. B. Rohren aus Eternit) geschehen.